# Raoul Savoy
Raoul Savoy (Sainte-Croix, 18 maggio 1973) è un allenatore di calcio svizzero CT della Repubblica Centrafricana.

## Carriera

### Allenatore
Il 15 maggio 2015 viene annunciata ufficialmente la firma del contratto che lo lega alla nazionale gambiana. Il 10 settembre 2016 ha rassegnato le dimissioni come ct della nazionale gambiana, chiudendo la sua breve avventura senza esser riuscito a vincere alcuna partita e venendo eliminato dalla Namibia nel primo turno delle qualificazioni al campionato mondiale 2018.
Il 1º luglio 2017 è tornato alla guida della Nazionale centrafricana.

## Palmarès

### Allenatore

#### Competizioni nazionali
- Campionato algerino: 1

MC Alger: 2009-2010